# 程耳
程耳（1976年8月17日—），中国大陆电影导演、编剧、剪辑师。代表作《边境风云》、《罗曼蒂克消亡史》及《無名》。

## 生平
1976年，程耳出生于湖北荆州。1999年，毕业于北京电影学院导演系，其毕业作品《犯罪分子》，由徐峥、黄奕主演，被誉为“北影史上最强毕业作品”。毕业后，程耳被分配到上海电影制片厂。2006年，自筹300万元，拍摄了个人首部长片《第三个人》。2013年，成立“喜悦电影”，执导电影《边境风云》，凭借该片获得多个新人导演奖项。2014年，执导电影《罗曼蒂克消亡史》。2023年，凭借电影《无名》获得第36届中国电影金鸡奖最佳导演、最佳剪辑奖。

## 电影作品

### 导演作品
| 年份   | 片名           | 备注                                             |
| ------ | -------------- | ------------------------------------------------ |
| 1999年 | 犯罪分子       | 兼任编剧；毕业作品                               |
| 2007年 | 第三个人       | 兼任编剧                                         |
| 2012年 | 边境风云       | 兼任编剧                                         |
| 2016年 | 羅曼蒂克消亡史 | 兼任编剧                                         |
| 2023年 | 无名           | 兼任编剧；第36届中国电影金鸡奖最佳导演、最佳剪辑 |